# Carola López
Carola Malvina López Rodríguez (* 17. April 1982 in Córdoba) ist eine ehemalige argentinische Taekwondoin. Sie startete in der Gewichtsklasse bis 49 Kilogramm.
López nimmt seit 1998 an internationalen Wettkämpfen teil. Bei ihrer ersten Weltmeisterschaft 2001 in Jeju-si schied sie in der Klasse bis 51 Kilogramm nach dem Auftaktkampf aus. Erfolgreicher verlief die Weltmeisterschaft 2005 in Madrid. In der Klasse bis 47 Kilogramm erreichte López das Viertelfinale, verpasste nach einer Niederlage gegen Sümeyye Manz eine Medaille aber letztlich knapp. In der gleichen Gewichtsklasse errang sie im folgenden Jahr bei der Panamerikameisterschaft in Buenos Aires mit Silber ihre erste internationale Medaille. Aufgrund von Differenzen mit dem argentinischen Verband beendete López im Anschluss ihre aktive Karriere, kehrte jedoch im Jahr 2011 auf die Wettkampfmatte zurück. Beim panamerikanischen Olympiaqualifikationsturnier in Santiago de Querétaro gewann López in der Klasse bis 49 Kilogramm den entscheidenden Kampf um den dritten Platz gegen Carolena Carstens und sicherte sich die Teilnahme an den Olympischen Spielen 2012 in London, obwohl sie durch einen nur wenige Wochen zuvor erlittenen Handbruch gehandicapt war.
López hat an der Päpstlichen Katholischen Universität von Argentinien ein Studium der Wirtschaftswissenschaften abgeschlossen. Sie trainierte unter Jeovani Baeza am Sportzentrum der Nationalen Universität Córdoba.